# Exército de Cartago

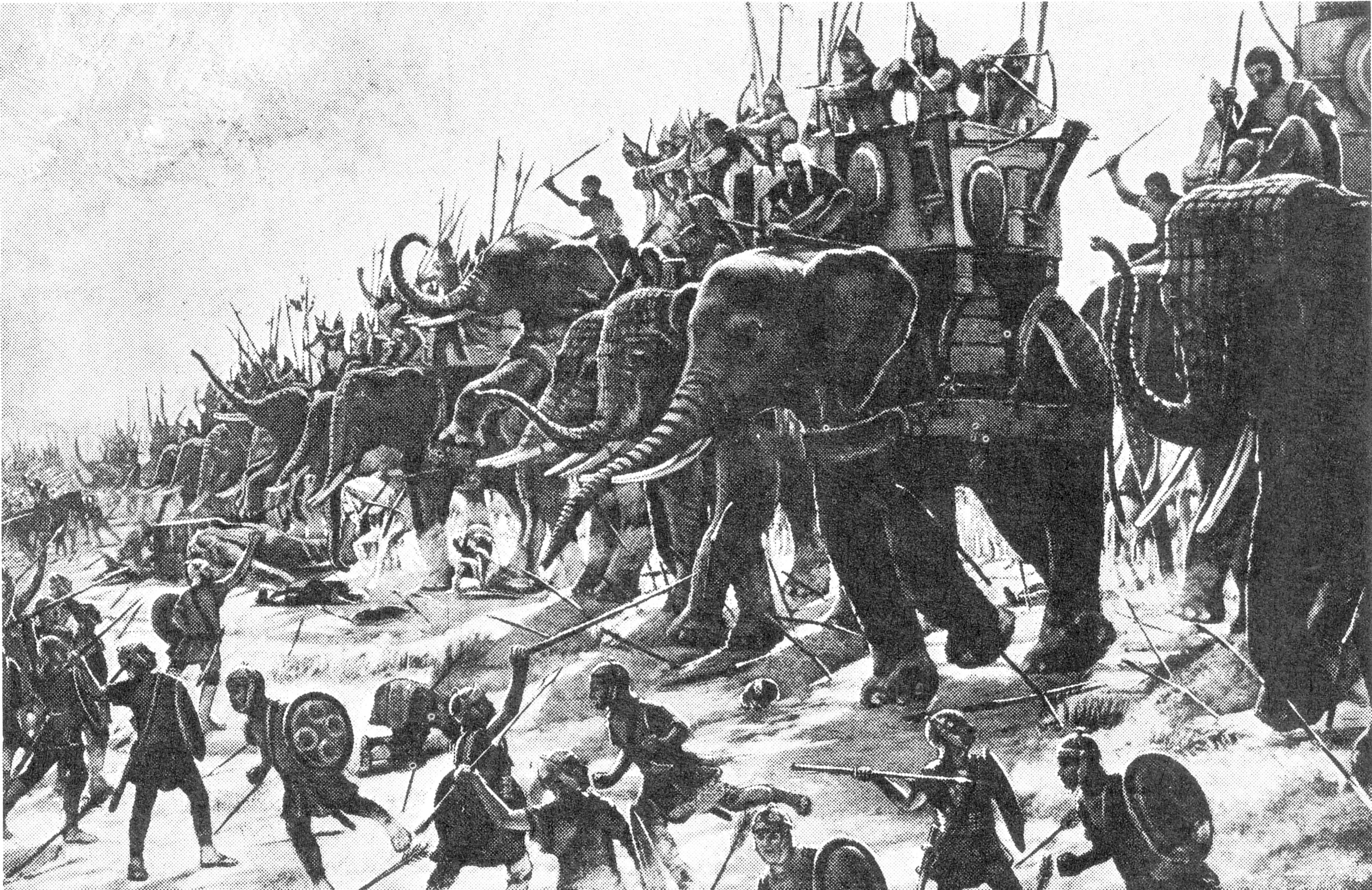
Ataque dos elefantes púnicos em Zama. Ilustração de Henri-Paul Motte (h. 1890)

O exército de Cartago foi uma das forças militares mais importantes da Antiguidade, graças ao qual a cidade púnica impulsou sua hegemonía no Mediterrâneo central e ocidental desde o século VI ao século III a.C.. Se tratava de um exército formado principalmente por mercenários estrangeiros, ainda que possuía certos sinais de identidade própria. Foi finalmente superado pelas legiões romanas nas Guerras Púnicas.